# Tisserin baya
Ploceus philippinus
Espèce
Statut de conservation UICN

 LC  : Préoccupation mineure
Le Tisserin Baya (Ploceus philippinus) est une espèce de passereaux de la famille des Ploceidae, endémique d'Asie. Ils sont remarquables par leurs nids, constructions complexes faites de lanières d'herbes tressées et suspendues aux arbres, qui leur vaut, comme à d'autres Plocéidés, l'appellation de tisserins.

## Morphologie

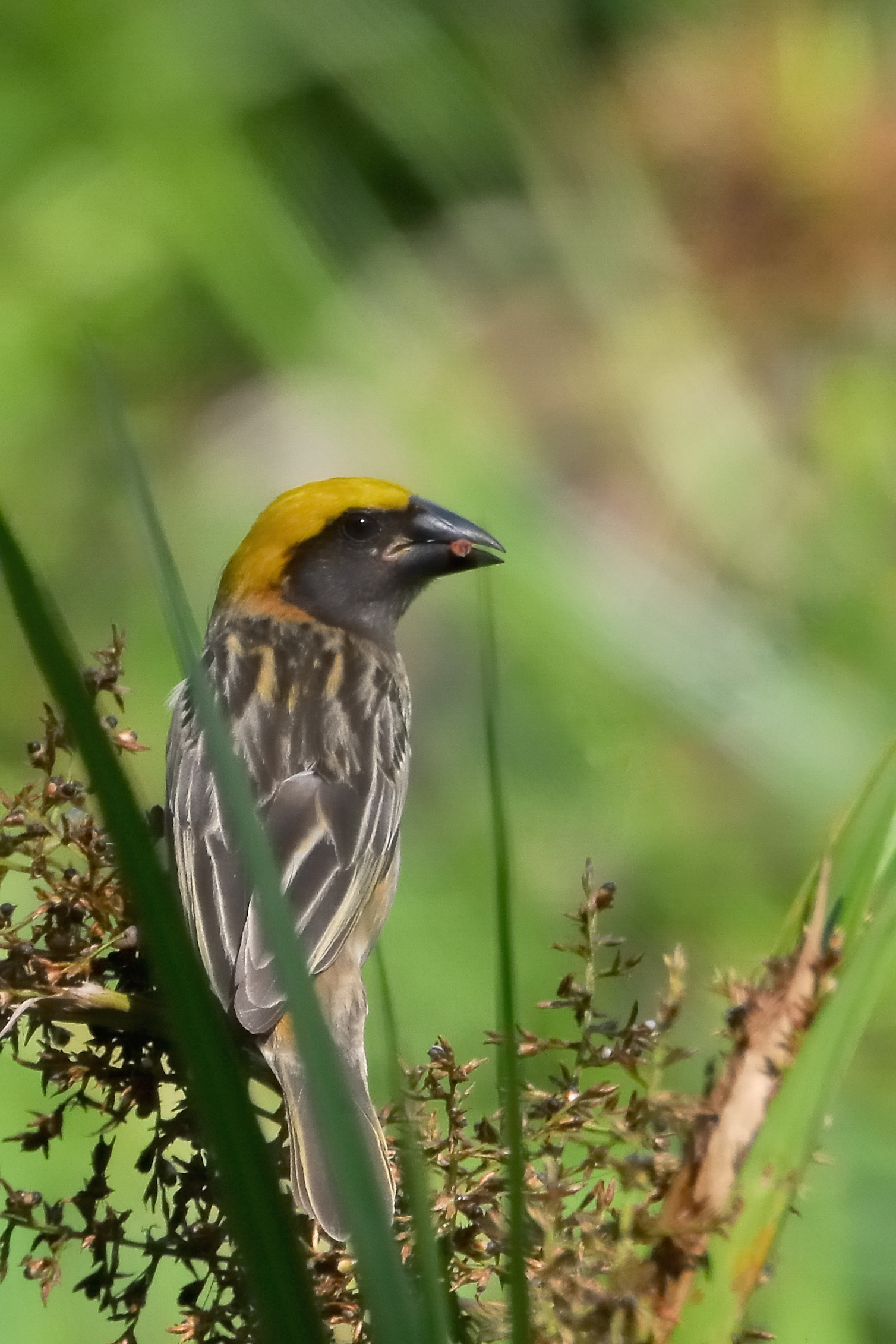
Mâle en livrée nuptiale.

C'est un petit oiseau mesurant 15 cm de long. Mâles et femelles ont la queue courte, carrée et un bec conique adapté à leur régime granivore.
La femelle, tout comme les juvéniles et les mâles en livrée non nuptiale, a un plumage discret, dans les tons bruns, rappelant la femelle du Moineau domestique. Les parties inférieures sont plus claires, chamois, avec une calotte rayée, un sourcil plus clair et un bec couleur corne.
Durant la période de reproduction, le dimorphisme sexuel est remarquable : En effet, lorsque le mâle mue pour revêtir sa livrée nuptiale, le plumage change radicalement. Le bec fonce et devient presque noir. La face devient complètement noire, ainsi que les couvertures auriculaires, les joues, le lore et le menton, contrastant sur le jaune lumineux de la calotte et de la poitrine. L'abdomen est uni, de couleur beige blanchâtre. Les ailes et le dos foncent elles aussi, et sont rayées de chamois. Il ressemble alors à l'Euplecte vorabé, sauf que ce dernier a le bas ventre noir.

## Écologie et comportement
Les passereaux tisserins baya sont des oiseaux très sociaux qui vivent en bandes nombreuses : lors de la nidification, ils se réunissent en colonies de plusieurs centaines d'individus.

### Régime alimentaire
Ils cherchent en groupes dans les herbes ou au sol des graines et des grains bien adaptées à leur bec conique. Ils mangent occasionnellement des insectes, des araignées et des petits invertébrés. Ils boivent parfois du nectar des fleurs des arbres erythrina et salmalia (bombax ceiba ou salmalia malabarica) et des arbustes capparis.

### Voix
Son cri est un chip rauque et puissant. Lors de la nidification, « il émet un curieux chant sifflant et crépitant : chit-chit-chit-chii-ii-ii ».

### Nid

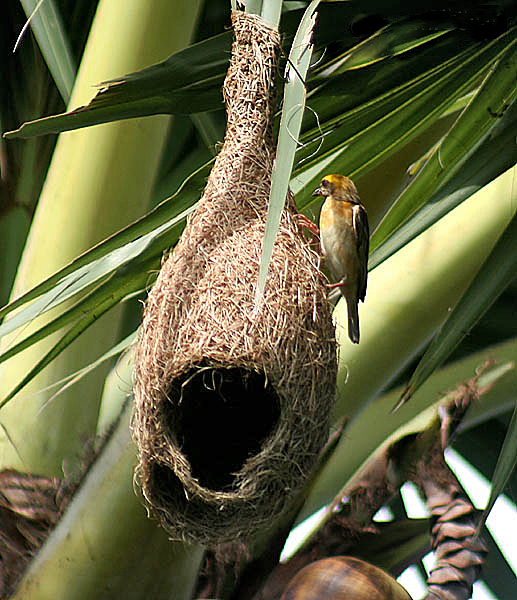
Un mâle posé sur son nid à moitié construit.

Il y a deux nidification dans l'année, généralement pendant la période de la mousson.

Les tisserins baya se réunissent en grandes colonies et peuvent construire sur un seul arbre géant du genre acacia, dalbergia ou prosopis plus de 200 nids.

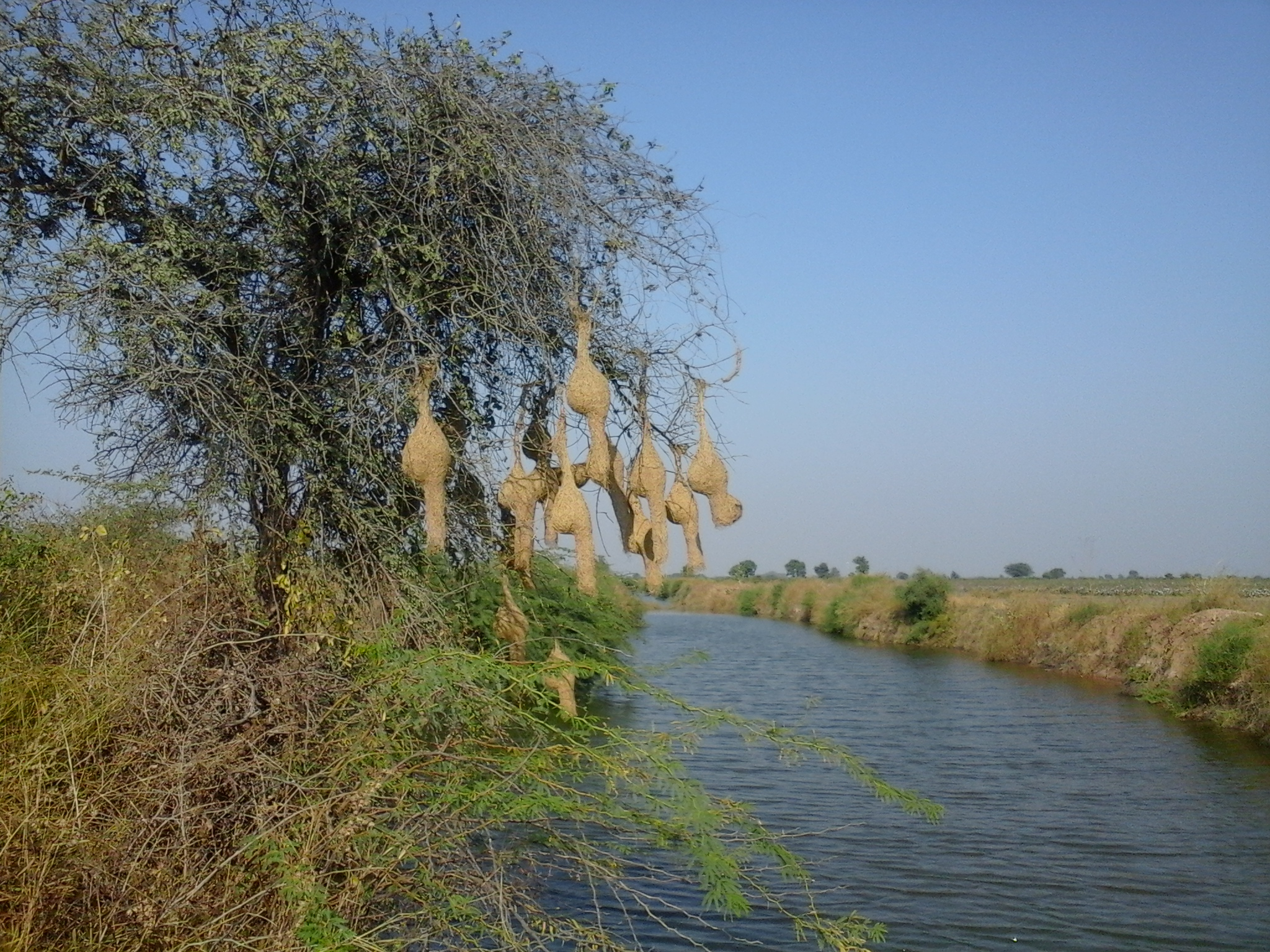
Nids au-dessus d'une rivière en Inde
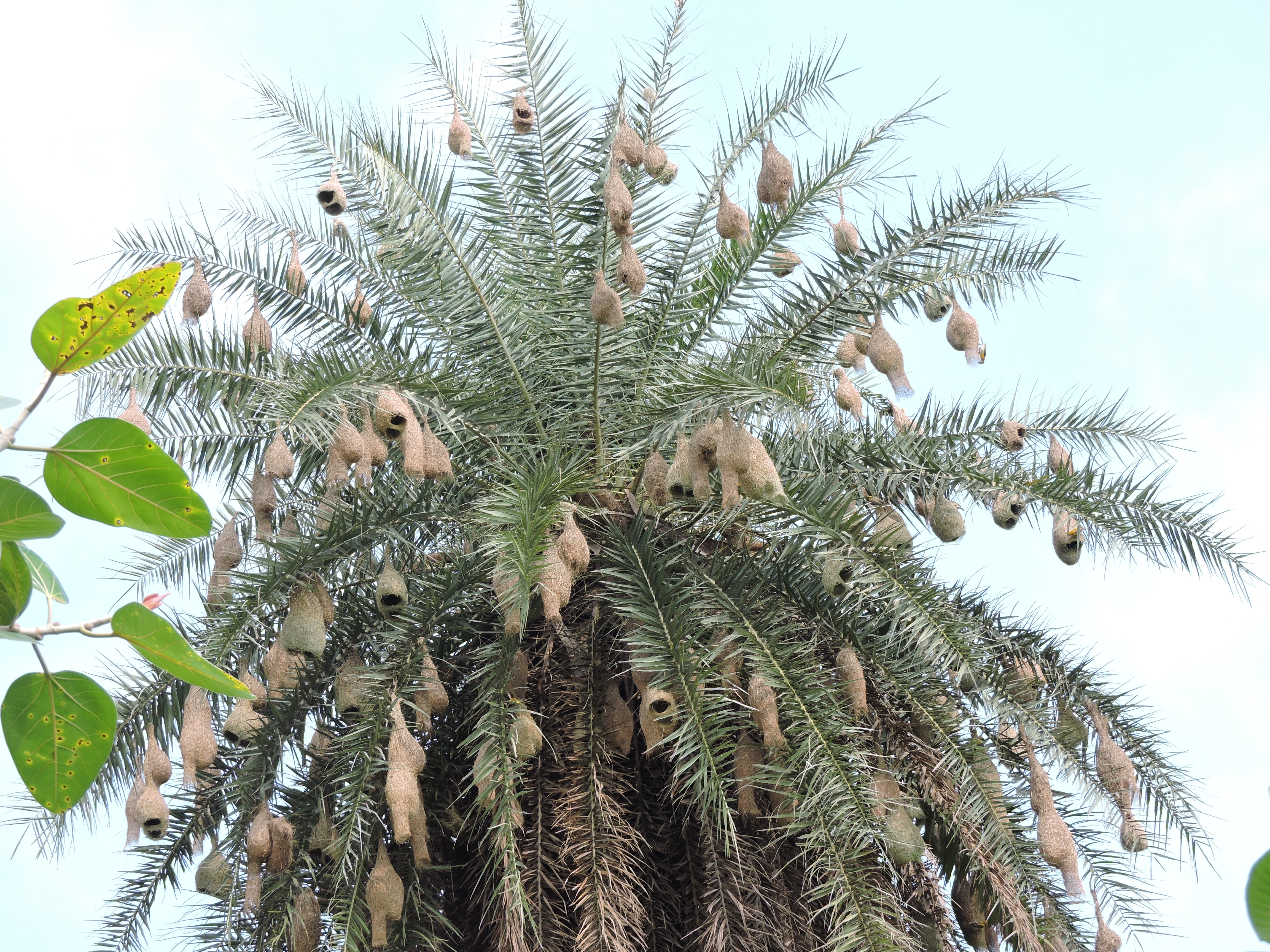
Nids dans un palmier dattier phoenix en Inde
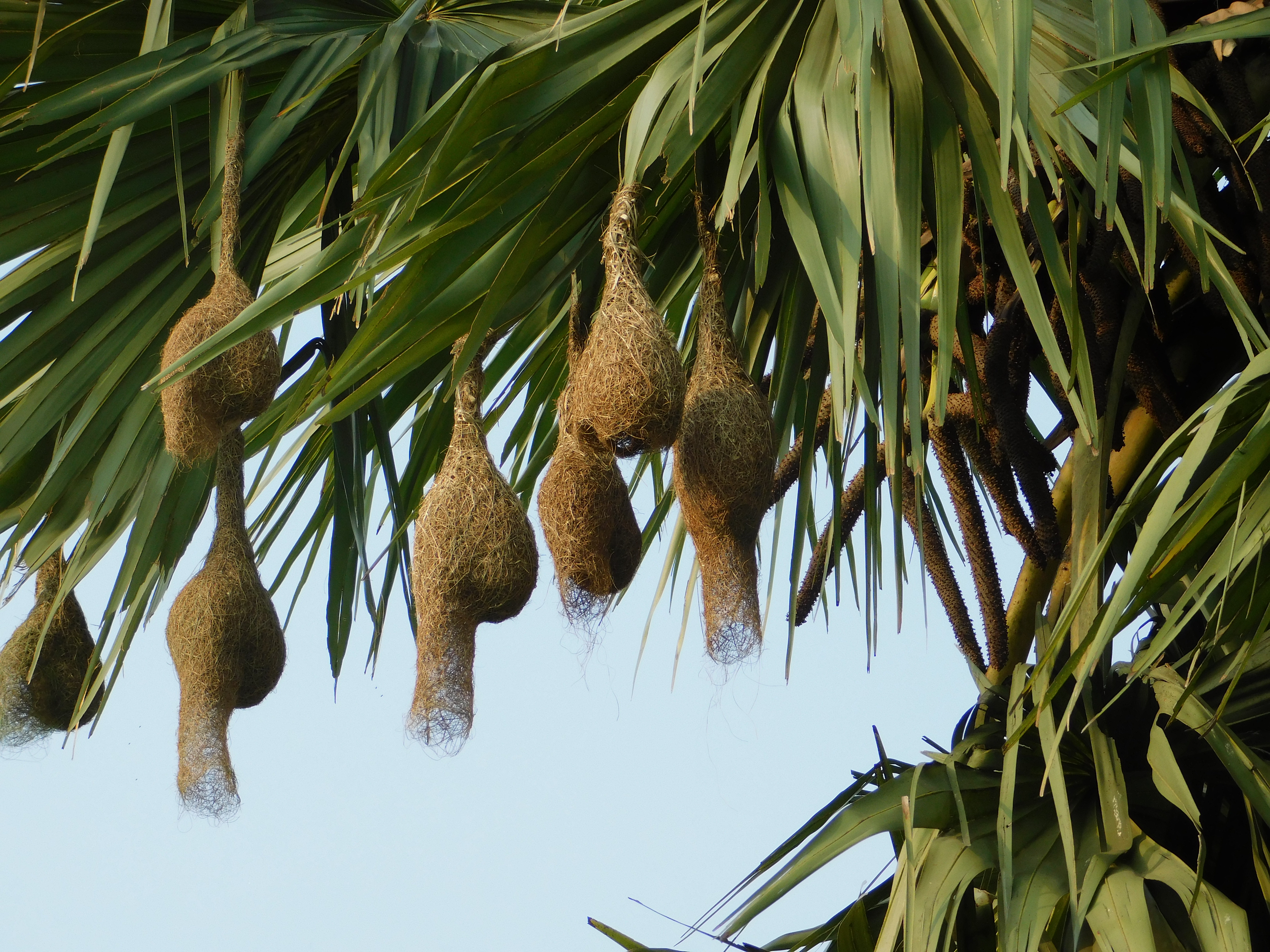
Nids dans un palmier à sucre de Palmyre

La forme du nid limite la prédation des couvées. Ici le dessin d'un nid, vu en coupe, avec un mâle posé dessus

Comme tous les tisserins, le Tisserin baya a un nid en forme de poire fait d'herbes et de feuilles séchées et tressées entre elles, rendant la construction étonnement solide. Ces nids, construits par le mâle en juin-juillet, peuvent mesurer jusqu'à 30 cm et sont suspendus à des branches, telles celles des cocotiers à Singapour, ou dans des arbres bas. Pour empêcher les prédateurs tels que les serpents d'accéder à la chambre, l'entrée se fait dans un tunnel de 30 à 45 cm de long. Pour fabriquer un nid de taille moyenne, le mâle doit arracher entre 500 et 1 000 rubans d'herbe, mesurant de 30 à 60 cm de long, puis attirer une femelle par ses cris.

### Reproduction
Le mâle construit tout seul le nid. La femelle pond de deux à quatre œufs blancs qu'elle couve toute seule pendant 14 à 15 jours. Le mâle part alors construire un autre nid, pour une autre femelle, et peut ainsi avoir jusqu'à plus de quatre compagnes. Il continue même de construire des nids lorsque les femelles viennent à manquer. La femelle nourrit ses oisillons de grains de riz, de graines variées et aussi de chenilles et d'araignées entre 15 et 17 jours puis les petits quittent leur nid et rejoignent la colonie. Les jeunes femelles sont adultes et nubiles dès la première année, les jeunes mâles ne deviennent adultes que la deuxième année lorsqu'ils revêtent leur livrée nuptiale.
À la fin des trois mois de la saison de reproduction, ces nids serviront d'abris à d'autres petits oiseaux dont des capucins domino.

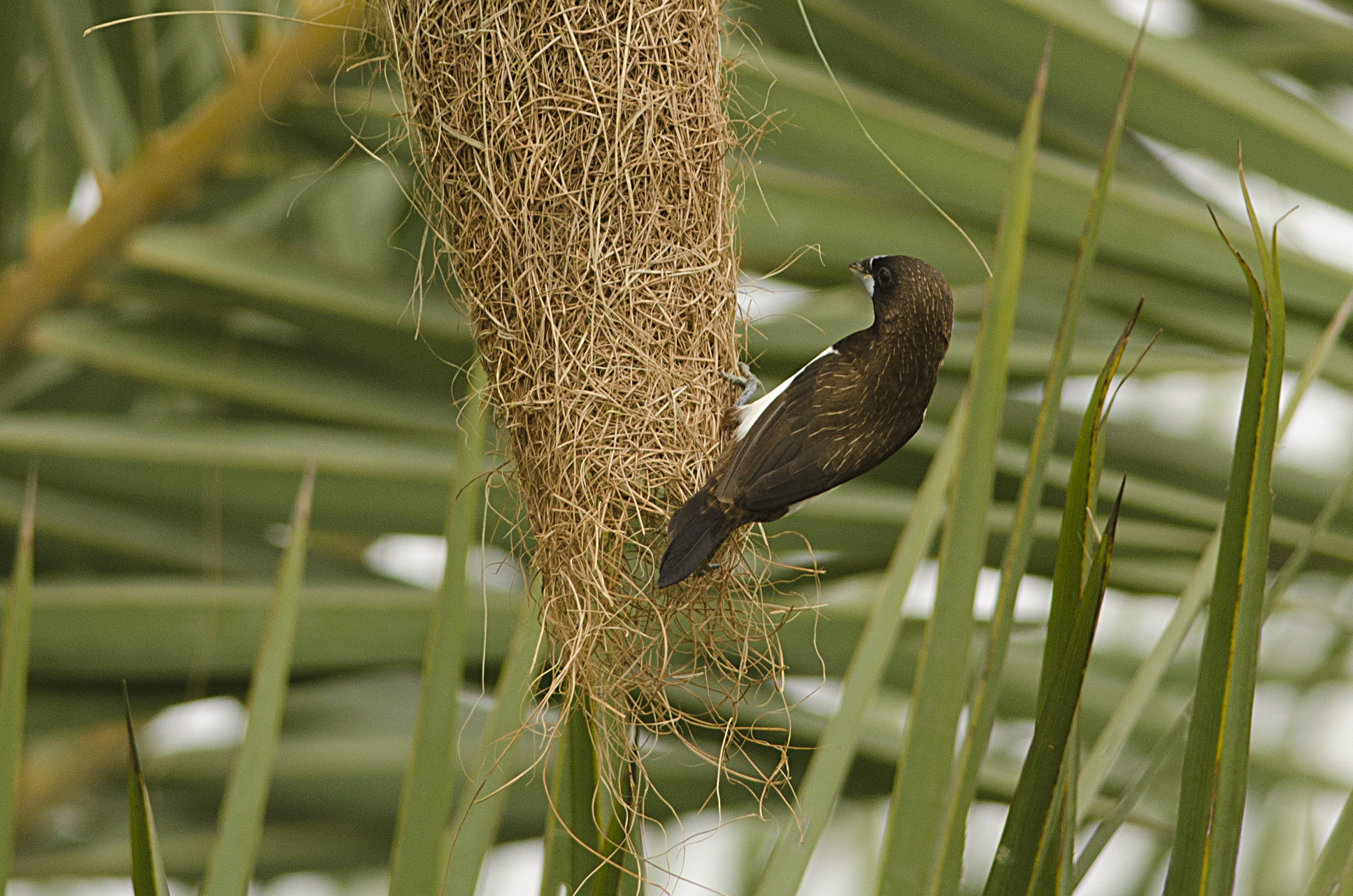
Capucin domino utilisant un nid de tisserin baya abandonné

## Répartition et habitat

### Distribution géographique
On le trouve dans le sud-est de l'Asie, depuis le Pakistan à l'ouest, jusqu'au sud de la Chine, à Sumatra et sur l'île de Java. Contrairement à sa dénomination spécifique, philippinus, cette espèce ne vit pas dans les Philippines. L'aire de répartition de l'espèce avoisine les 6 340 000 km2 selon BirdLife International.

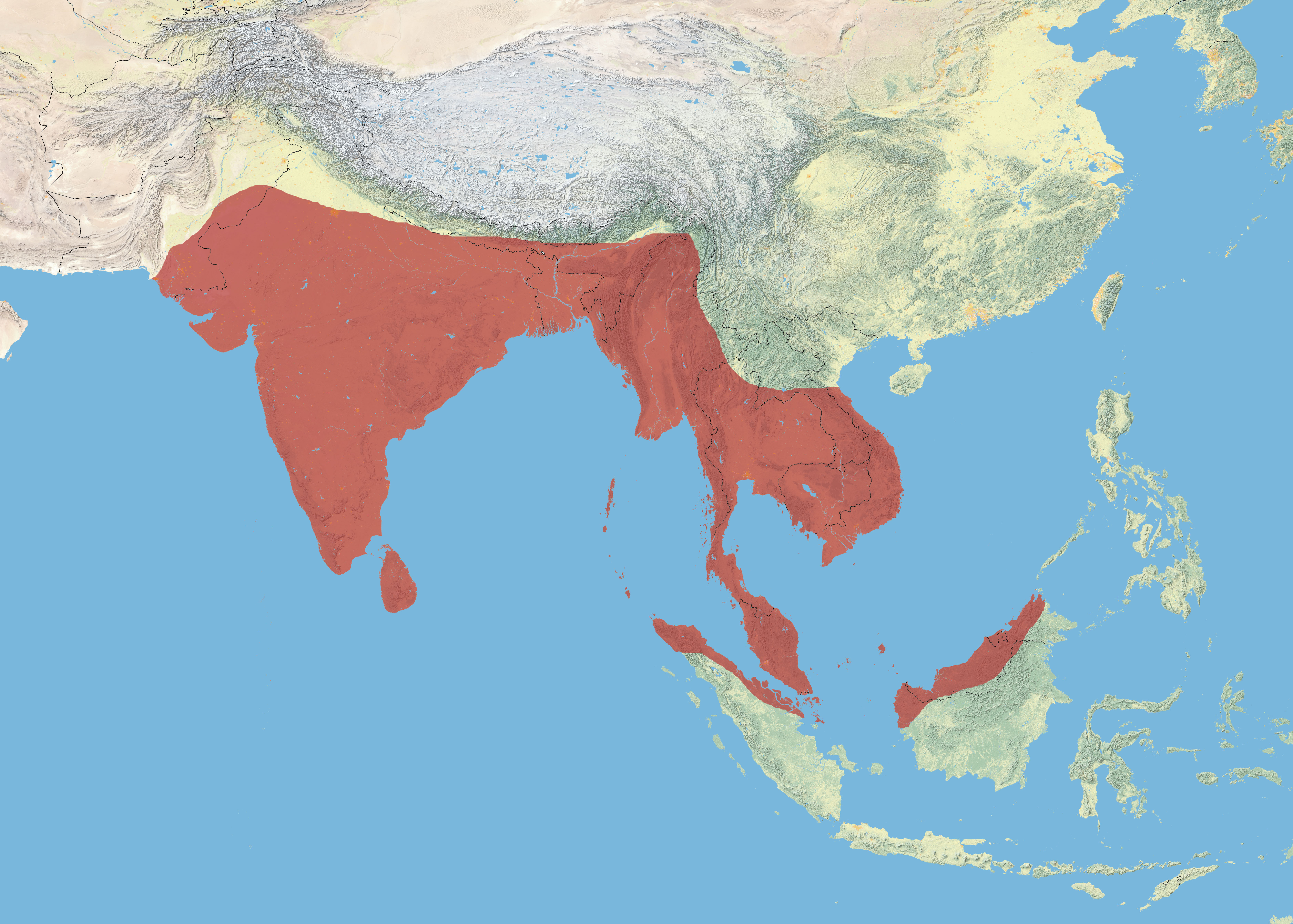
Aire de répartition du tisserin baya

### Habitat

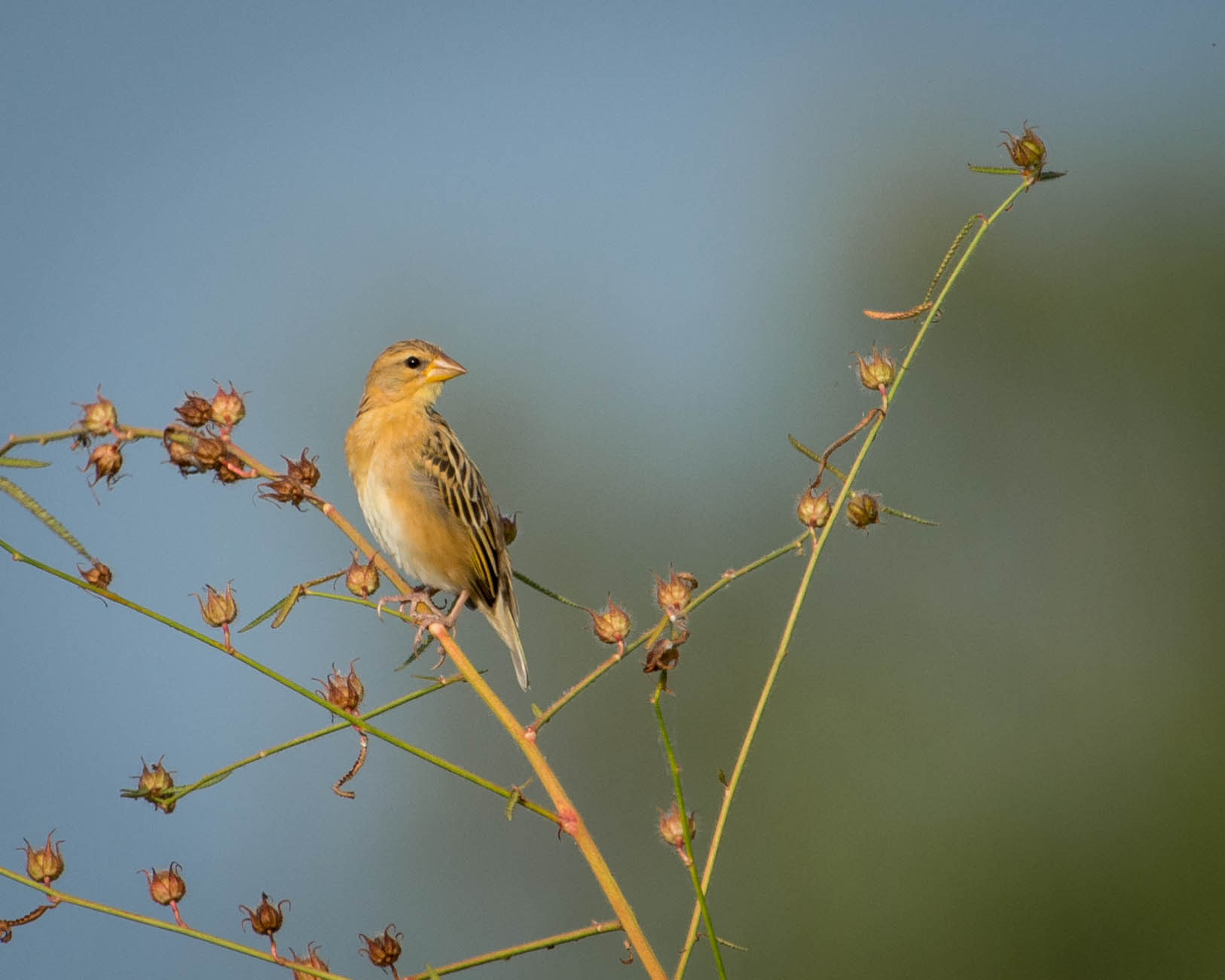
Tisserin baya mâle en livrée non nuptiale, Bueng Boraphet, Thaïlande

Les tisserins baya peuvent vivre jusqu'à 900 m d'altitude au Sri Lanka et 1400 m dans l'Himalaya mais ils quittent les montagnes en hiver pour rejoindre les plaines. Ils aiment les régions herbeuses où poussent de grands arbres tels les acacias et les palmiers. Ils nichent près des étendues d'eaux, notamment dans les roselières et aux abords des rizières, mais peuvent se déplacer pour trouver une nourriture plus abondante.
À Singapour par exemple, on les trouve dans les prairies, les maquis et les cultures, souvent près d'eau douce ou saumâtre.

## Systématique
Le Tisserin baya fut pour la première fois décrit en 1766 par Carl von Linné, naturaliste suédois.

### Sous espèces
On reconnait à cette espèce 5 sous-espèces :
- P. p. philippinus (Linnaeus, 1766) est la sous-espèce type. Son protomyne est Loxia philippina. On la trouve dans une grande partie de l'Inde.
- P. p. angelorum Deignan, 1956
- P. p. burmanicus Ticehurst, 1932, de protomyne Ploceus infortunatus burmanicus vit dans la partie orientale de l'Asie du Sud-Est.
- P. p. infortunatus Hartert, 1902, de protomyne Ploceus passerinus infortunatus
- P. p. travancoreensis Whistler, 1936, a les parties supérieures plus foncées. On trouve cette sous-espèce dans le sud-ouest indien[7].

## Menaces et conservation
Ploceus philippinus est classée par l'UICN en LC (Préoccupation mineure). La conception du nid empêche toute prédation sur les nichées, mais les Tisserins Baya sont tout de même dépendants de hautes herbes comme le Panic maximal (Panicum maximum), à la fois pour leur alimentation mais aussi pour avoir de quoi construire ces nids.
Vivant quelquefois dans les cultures humaines, notamment dans les rizières, ils sont considérés comme des parasites et peuvent en être victimes.